# Бернетт, Джонни
Джон Джо́зеф Бернетт (англ. John Joseph Burnette; известный как Джо́нни Бернетт (англ. Johnny Burnette); 25 марта 1934, Мемфис, Теннесси, США — 14 августа 1964, оз. Клир, штат Калифорния, США) — американский певец, музыкант, боксёр, участник The Rock & Roll Trio (1956—1957) — одной из первых рокабилли-групп.

## Биография
В 1956 году Джонни Бернетт стал участником ансамбля The Rock and Roll Trio, куда вошли его брат Дорси (англ. Dorsey Burnette) (1932—1979) на контрабасе и гитарист Пол Бёрлисон (англ. Paul Burlison) (1929—2003). Музыканты отправились в Нью-Йорк, где выступили на телевизионном шоу Ted Mack Amateur Hour и подписали контракт с Гарри Джеромом (англ. Harry Jerome) и звукозаписывающей фирмой Coral Records.
Первый сингл трио, записанный 7 мая 1956 года, вышел на Coral Records под именем Johnny Burnette and The Rock 'N Roll Trio; последующие шесть, состоявшие, в основном, из песен собственного сочинения, выходили под именем The Johnny Burnette Trio и как сольные синглы Джонни Бернетта. Наиболее успешный третий сингл с песней «Train Kept A-Rollin'» имел региональный успех в Балтиморе и Бостоне, однако, не получил национального признания. По мнению современных исследователей, эта запись не уступала классическим рокабилли-записям того времени сделанных на Sun Records.
Виниловый альбом, выпущенный в декабре 1956 года на Coral Records под названием Johnny Burnette and The Rock 'N Roll Trio, вобрал все синглы и часть не изданных на синглах песен. Несмотря на название пластинки, на записях с Джонни Бернеттом играли не только Дорси и Пол, но и различные сессионные музыканты, включая таких студийных профессионалов, как басист Бобби Мур и гитарист Грейди Мартин. Во всех песнях солирует Джон, а в песне «Sweet Love On My Mind» — Дорси
После того, как Джонни Бернетт стал пионером рокабилли, он начал успешную сольную карьеру в стиле массовой кантри-музыки, записав серию песен других композиторов, и впервые попал в хит-парады США и Великобритании с песнями «Dreamin'» (1960), «You’re Sixteen» (1960), «Little Boy Sad» (1961).
Певец погиб 14 августа 1964 года, когда в его катер, шедший без огней, врезалось другое судно.

## Дискография

### Альбомы (избранное)
- 1956 — Rock 'n' Roll Trio
- 1960 — Dreamin' (Sunset Records)
- 1960 — Johnny Burnette Sings
- 1962 — Johnny Burnette
- 1963 — Roses Are Red (Liberty Records)
- 1982 — Johnny & Dorsey (Rockstar Records)
- 1993 — Johnny Burnette and the Rock 'n Roll Trio (Aris Records)
- 1998 — Original Johnny Burnette (Disky Records)
- 2003 — That’s the Way I Feel (Rockstar Records)
- 2003 — Rock and Roll[10]

## Факты
- Инструментальная композиция, написанная Джонни и Дорси Бернеттами, «Green Grass of Texas» (1961) звучит в 13-м выпуске «Ну, погоди!».